# Holsten-Brauerei

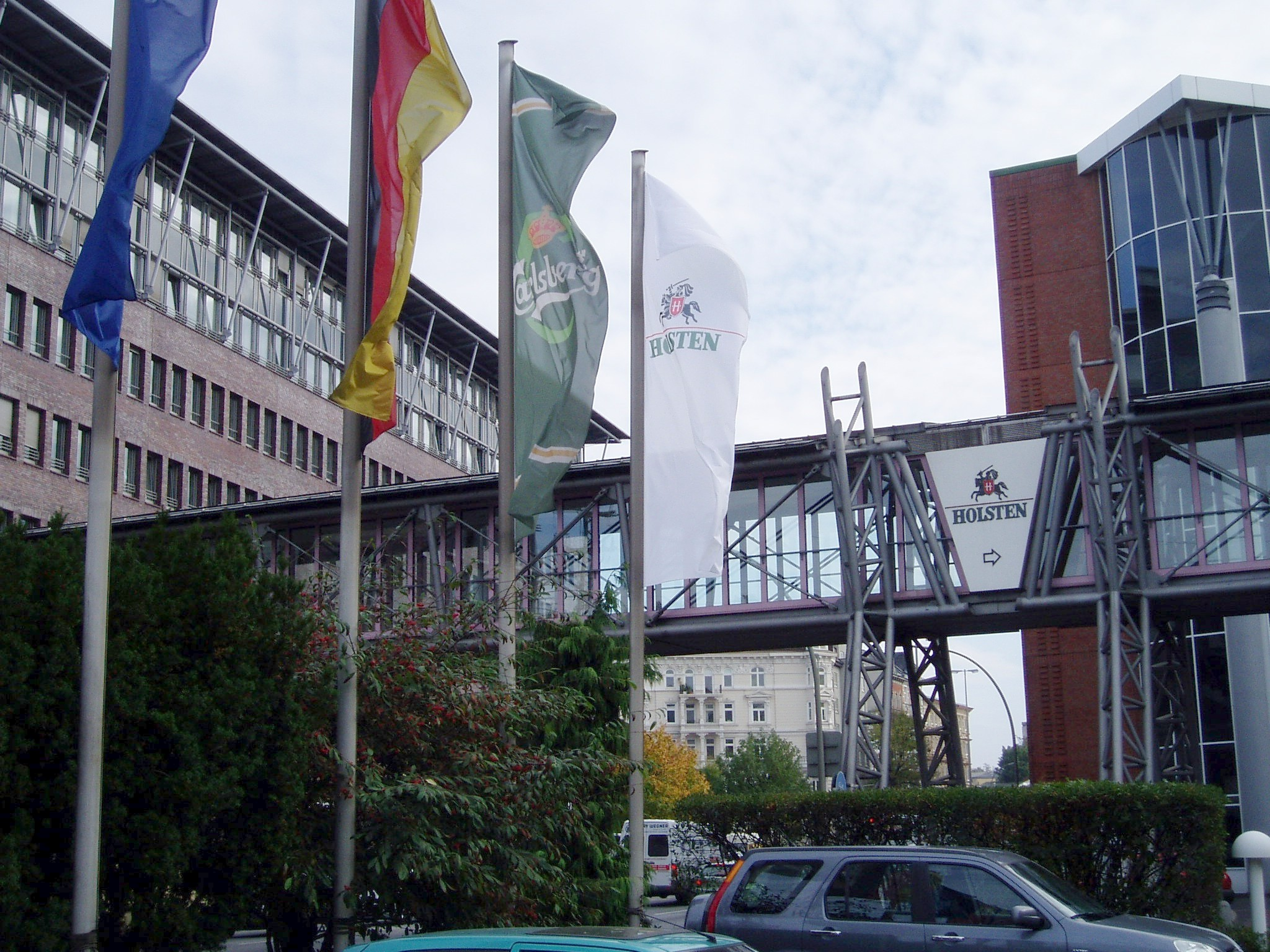

Holsten-Brauerei AG med ölmärket Holsten var ett bryggeri i Hamburg grundat 1879 i Altona. Det köptes upp av Carlsberg 2004 och blev Carlsberg Deutschland 2014. I produktportföljen ingick märken, idag ägda av Carlsberg, som Holsten, Astra, Duckstein, Lübzer Pils, Moravia och Lüneburger.

## Historia
Holsten, från lågtyskans namn på Holstein, grundades 1879 och hade från början en riddare på en häst som symbol. Ölet såldes lokalt under de första årtionden och blev det ledande ölet i Hamburgområdet. Holsten har länge haft export till England, 1903 grundades ett bryggeri i Wandsworth utanför London. Bryggeriet växte genom att ta över andra bryggerier och hade efterhand bryggerier i Hamburg, Neumünster och Kiel. Holsten införde under 1950-talet öl på burk i Tyskland. I Sverige distribuerade Holsten tidigare av Herrljunga Cider.
En ny våg av bryggeriövertaganden följde under 1970-talet: Kaiser-Brauerei (1970), Kronen-Brauerei (1974) och Feldschlösschen (1976). 1991 köptes Brauerei Lübz i Mecklenburg, 1998 köptes Astra och 2000 König-Brauerei (König Pilsener) i Duisburg.